# Rajd Rzeszowski 2009
Rezultaty Rajdu Rzeszowskiego (Karpackie 18. Rajd Rzeszowski), 4. rundy Rajdowych Samochodowych Mistrzostw Polski w 2009 roku, który odbył się w dniach 7-8 sierpnia:

## Przebieg rajdu

### Etap 1 (piątek)
Pierwszy dzień rajdu rozpoczął się o godzinie 10:15, kiedy to w bazie zawodów odbył się serwis wyjazdowy. Pierwszy oes rajdu miał się rozpocząć o godzinie 10:43.

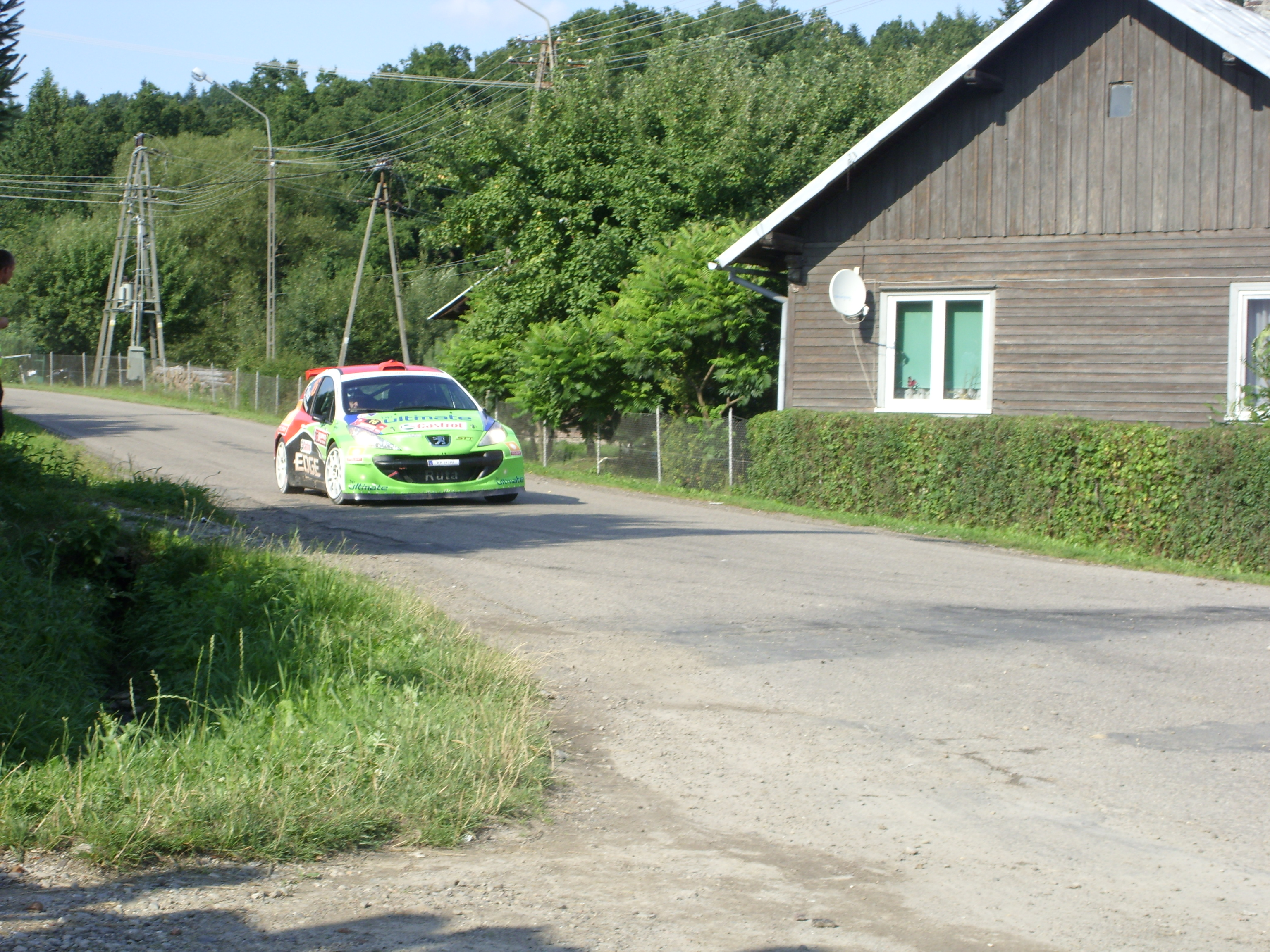
Leszek Kuzaj podczas oesu Izdebki

Pierwszą próbę rajdu, odcinek Lubenia wygrał Grzegorz Grzyb w Peugeot 207 S2000, wyprzedzając drugiego Kajetana Kajetanowicza jeżdżącego w Subaru Impreza, aż o 18.5s. Następni na mecie oesu zameldowali się bracia Bębenkowie: Michał i Grzegorz. Drugi odcinek dnia Izdebki rozpoczynał się 35 kilometrów na południe od meta poprzedniego oesu. Droga prowadząca z Różanki przez trzynaście serpentyn w Izdebkach do Hłudna wygrał zwycięzca pierwszego oesu Grzegorz Grzyb, drugi był Leszek Kuzaj, a trzeci Michał Sołowow. Ostatnia poranna runda Handzlówka to kolejne zwycięstwo Grzyba, który wyprzedził 0.8s Kajetana Kajetanowicza; trzeci ze stratą 3.6s na metę przyjechał Kuchar.
Po przejechaniu trzech oesów odbył się pierwszy 20 minutowy serwis w Rzeszowie, po którym rozegrano kolejne cztery oesy. Trzy z nich to drugie przejazdy po oesach, które zawodnicy pokonali ranem, zaś ostatni to superoes w Rakszawie.
Pierwsza próba drugiej pętli to przerwanie hegemoni Grzyba. Za to zwycięzcą czwartego oesu został Leszek Kuzaj, który wyprzedził Grzyba o 2.2s oraz o 4.9s Bębenka. Podobna sytuacja była podczas Izdebek. Zwyciężył Kuzaj przed Grzybem. Na trzecim miejscu do mety dojechał Kuchar. Oes ten był bardzo wyrównany. Najlepsza piątka załóg mieściła się w 4.9s. Drugi przejazd przez Handzlówkę to czwarte zwycięstwo Grzyba. Drugi był Kajetanowicz, a trzeci Kuzaj. Ten odcinek był równie wyrównany jak poprzedni. Z tą różnicą, że między zwycięzcą odcinka a piątym zawodnikiem różnica czasów wynosiła 3.5s.
Ostatni odcinek specjalny tego dnia to superoes - Browar odbył się na terenie browaru Van Pur. Na trasie wiodącej wśród budynków zakładu produkującego piwo. Zwycięzcą tego odcinka został Tomasz Kuchar. Drugi był Oleksowicz, trzecie miejsce zając Stec.

## Odcinki specjalne
| Dzień        | Odcinek | Godz. rozp. | Nazwa        | Długość  | Zwycięzca      | Czas     | Średnia prędkość | Lider rajdu    |
| ------------ | ------- | ----------- | ------------ | -------- | -------------- | -------- | ---------------- | -------------- |
| 1 7 sierpnia | OS1     | 10:43       | Lubenia 1    | 21,79 km | Grzegorz Grzyb | 12:20,5  | 105,93 km/h      | Grzegorz Grzyb |
| 1 7 sierpnia | OS2     | 11:51       | Izdebki 1    | 11,96 km | Grzegorz Grzyb | 6:51,6   | 104,61 km/h      | Grzegorz Grzyb |
| 1 7 sierpnia | OS3     | 13:02       | Handzlówka 1 | 15,13 km | Grzegorz Grzyb | 8:15,2   | 109,99 km/h      | Grzegorz Grzyb |
| 1 7 sierpnia | OS4     | 15:09       | Lubenia 2    | 21,79 km | Leszek Kuzaj   | 12:15,8  | 106,61 km/h      | Grzegorz Grzyb |
| 1 7 sierpnia | OS5     | 16:17       | Izdebki 2    | 11,96 km | Leszek Kuzaj   | 7:00,0   | 102,51 km/h      | Grzegorz Grzyb |
| 1 7 sierpnia | OS6     | 17:28       | Handzlówka 2 | 15,13 km | Grzegorz Grzyb | 8:09,8   | 111,20 km/h      | Grzegorz Grzyb |
| 1 7 sierpnia | OS7     | 18:36       | Browar       | 11,38 km | Tomasz Kuchar  | 7:49,0   | 87,35 km/h       | Grzegorz Grzyb |
| 2 8 sierpnia | OS8     | 09:12       | Pasieki 1    | 9,68 km  | Bryan Bouffier | 5:11,0   | 112,05 km/h      | Grzegorz Grzyb |
| 2 8 sierpnia | OS9     | 10:05       | Korczyna 1   | 20,10 km | Odwołany       | Odwołany | Odwołany         | Grzegorz Grzyb |
| 2 8 sierpnia | OS10    | 10:50       | Godowa 1     | 13,33 km | Bryan Bouffier | 7:07,8   | 112,17 km/h      | Grzegorz Grzyb |
| 2 8 sierpnia | OS11    | 11:50       | Podpromie    | 3,05 km  | Tomasz Kuchar  | 2:21,2   | 77,76 km/h       | Grzegorz Grzyb |
| 2 8 sierpnia | OS12    | 13:20       | Pasieki 2    | 9,68 km  | Bryan Bouffier | 5:03,7   | 114,74 km/h      | Grzegorz Grzyb |
| 2 8 sierpnia | OS13    | 14:13       | Korczyna 2   | 20,10 km | Bryan Bouffier | 10:46,3  | 111,96 km/h      | Grzegorz Grzyb |
| 2 8 sierpnia | OS14    | 14:58       | Godowa 2     | 13,33 km | Bryan Bouffier | 7:04,9   | 112,94 km/h      | Grzegorz Grzyb |

## Wyniki końcowe rajdu[1]
| Miejsce | Kierowca             | Pilot              | Samochód                 | Czas      | Strata  | Grupa Klasa | Punkty |
| ------- | -------------------- | ------------------ | ------------------------ | --------- | ------- | ----------- | ------ |
| 1       | Grzegorz Grzyb       | Przemysław Mazur   | Peugeot 207 S2000        | 1:41:41.6 | –       | S2000       | 24     |
| 2       | Tomasz Kuchar        | Daniel Dymurski    | Peugeot 207 S2000        | 1:42:01.5 | +19.9   | S2000       | 26     |
| 3       | Kajetan Kajetanowicz | Jarosław Baran     | Subaru Impreza STi N14   | 1:42:15.5 | +33.9   | N14         | 19     |
| 4       | Michał Sołowow       | Maciej Baran       | Peugeot 207 S2000        | 1:42:27.7 | +46.1   | S2000       | 17     |
| 5       | Maciej Oleksowicz    | Andrzej Obrębowski | Peugeot 207 S2000        | 1:42:56.3 | +1:14.7 | S2000       | 12     |
| 6       | Michał Bębenek       | Grzegorz Bębenek   | Mitsubishi Lancer Evo IX | 1:43:25.3 | +1:43.7 | N4          | 9      |
| 7       | Jozef Béreš jun.     | Róbert Müller      | Peugeot 207 S2000        | 1:44:07.5 | +2:25.9 | S2000       | *      |
| 8       | Leszek Kuzaj         | Robert Hundla      | Peugeot 207 S2000        | 1:44:34.0 | +2:52.4 | S2000       | 14     |
| 9       | Kamil Butruk         | Maciej Wilk        | Mitsubishi Lancer Evo IX | 1:45:50.9 | +4:09.3 | N4          | 5      |
| 10      | Maciej Rzeźnik       | Bogusław Browiński | Suzuki Swift S1600       | 1:48:12.5 | +6:30.9 | A6          | 1      |
| 11      | Marcin Bełtowski     | Paweł Drahan       | Subaru Impreza STi N14   | 1:49:27.8 | +7:46.2 | N4          | 0      |